# Louis Brassin (tonsättare)
Louis Brassin, född 24 juni 1840 i Aachen, död 17 maj 1884 i Sankt Petersburg, var en belgisk pianist.
Brassin, som var elev till Ignaz Moscheles, var lärare först vid Julius Sterns musikkonservatorium i Berlin (1866), därefter (1869–1879) vid Bryssels och slutligen vid Sankt Petersburgs musikkonservatorium. Förutom etyder komponerade han operan Der Thronfolger (1865).
Även hans bror Leopold (född 1843, död 1890) var en utmärkt pianist. En tredje bror, Gerhard (född 1844, död 1885), var en framstående violinist. Deras far, Louis Brassin, var barytonist.

## Fotnoter
1. ↑  Musicalics, Musicalics kompositörs-ID: 82751, läst: 5 april 2022.[källa från Wikidata]